# La ciutat s'aixeca
La ciutat s'aixeca (en italià: La città che sale) és un quadre pintat entre 1910 i 1911 pel pintor italià Umberto Boccioni. El seu títol original a la Mostra d'arte libera (Exposició d'art llibre) era Il laboro (El treball).

## Història
Boccioni va pintar aquest quadre segons la vista que tenia de Milà des del balcó que tenia de la casa on vivia. Tot i que no és gaire diferent a altres obres anteriors centrades en els afores i malgrat la presència d'elements realistes (com ara la construcció o l'espai creat per la perspectiva), aquest quadre és considerat la primera obra verdaderament futurista d'Umberto Boccioni.
Comprat el 1912 pel músic Ferruccio Busoni durant l'exposició d'art furturista europeu, aquest quadre és, avui en dia, part de la col·lecció del Museu d'Art Modern de Nova York.

## Descripció
Els suburbis i l'ambient urbà en general han constituït sempre la base d'un gran nombre d'obres de Boccioni. Aquest quadre mostra la construcció d'una nova ciutat, amb els seus desenvolupaments i la seva tecnologia. Els edificis en construcció als suburbis amb xemeneies són visibles a la part superior del quadre, però la major part de l'obra és ocupada per homes i cavalls difuminats en un esforç dinàmic. Boccioni subratlla així alguns dels elements més típics del futurisme, com l'exaltació del treball humà i la importància de la ciutat moderna construïda al voltant de la comoditat moderna.
A La ciutat s'aixeca, Boccioni substitueix d'entrada la visió naturalista de les seves obres anteriors per un visió més dinàmica. L'exaltació visual de la força i del moviment, del qual els protagonistes són els homes i els cavalls i no les màquines, respon perfectament a la línia de l'esperit futurista. Aquest detall és el que es considera la prova que Boccioni segueix evolucionant dins del simbolisme, que fa visible el mite a través de la imatge, però canvia aquest « mite » en separar l'exploració psicològica arcaica del món humà, per reassignar-lo al mite de l'home modern, creador del nou món. En altres paraules, la intenció de l'artista és de retratar una escena de l'època industrial passant el subjecte de la representació d'un moment normal de treball en un pati qualsevol a la celebració de la idea de progrés industrial amb el seu avenç implacable, el que representa el cavall inútilment retingut pels homes, que s'aferren a la seva brida.

## Tècnica

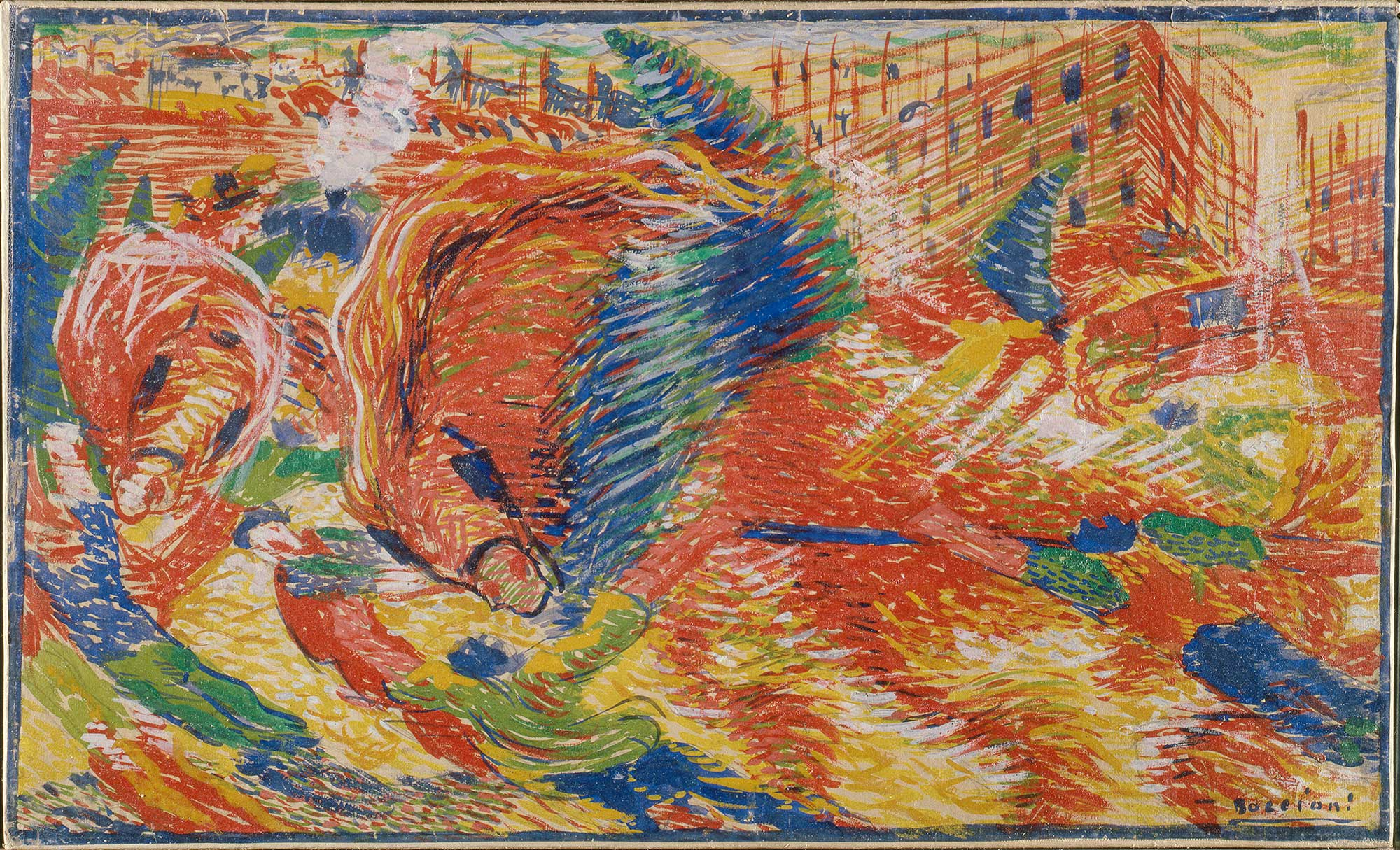
Esbós de l'obra

La influència de Gaetano Previati és evident en les pinzellades filamentoses i la tècnica divisiva, els tocs de pinzell en puntejat són, en efecte, ben realitzades i usades per posar en evidència les línies de força que caracteritzen el moviment de les figures, no tant la construcció de masses i volums, encara que les línies pictòriques pretenen donar dinamisme als volums fins al punt de fer-los perdre la seva consistència i el seu pes.

## Composició
El quadre segueix un esquema que no deixa de ser, però, força clàssic. Les figures són distribuïdes en diferents plans de profunditats específiques on es poden veure les figures de primer pla a la part inferior del quadre, mentre que són a la part superior aquelles de plans més profunds.
La composició pot ser dividida en tres seccions horitzontals que corresponen als mateixos tres plans:
A baix, Boccioni va col·locar les figures humanes realitzades mitjançant línies obliqües que posen en valor l'esforç dinàmic. Al centre dominen les figures dels cavalls, dels quals destaquen tres, dos d'ells (els que estan més a la dreta) tenen un color vermell i perfils de color blau que representen els genets:
- un blanc a l'esquerra que s'orienta cap a la dreta,

- un al centre que domina la imatge,

- un últim a la dreta, sobre l'anterior.

En l'última secció, el pla més llunyà, apareix el fons de la perifèria urbana, probablement inidentificable, un barri milanès en construcció.